# Kitakami
Kitakami (Japans: 北上市, Kitakami-shi) is een stad in de prefectuur Iwate in het noorden van Honshu, Japan. De stad heeft een oppervlakte van 437,55 km² en begin 2008 bijna 95.000 inwoners. De gelijknamige rivier Kitakami loopt van noord naar zuid door de stad.

## Geschiedenis
Kitakami werd op 1 april 1954 een stad (shi) na samenvoeging van een gemeente en zes dorpen.
Op 1 april 1991 werden het dorp Ezuriko en de gemeente Waga aan Kitakami toegevoegd.

## Verkeer
Kitakami ligt aan de Tohoku Shinkansen, de Tōhoku-hoofdlijn en de Kitakami-lijn van de East Japan Railway Company.
Kitakami ligt aan de Tōhoku-autosnelweg en aan de autowegen 4, 107 en 456.

## Stedenband
Kitakami heeft een stedenband met
- Concord, Verenigde Staten van Amerika, sinds 25 oktober 1974;
- Sanmenxia, Volksrepubliek China, sinds 25 mei 1985.

## Aangrenzende steden
- Hanamaki
- Ōshū